# Młodzieżowe Drużynowe Mistrzostwa Polski na Żużlu 2006
Młodzieżowe Drużynowe Mistrzostwa Polski 2006 na żużlu – coroczne rozgrywki mające wyłonić najlepszą drużynę (do lat 21) w Polsce. Od tego roku w drużynach mogą startować obcokrajowcy. Drużyny składają się z czterech zawodników plus jednego rezerwowego. Klub, który nie ma pełnego składu może zaprosić zawodnika z innego klubu (tzw „gość”) którego punkty nie liczą się do zdobyczy drużyny, jednak odbiera punkty innym zespołom.
Do rozgrywek zgłosiło się 16 drużyn, podzielonych na cztery grupy po 4 zespoły. Poszczególne zawody w grupie odbywają się według tabeli biegowej (tylko biegi 1-16). Za poszczególne miejsca w zawodach, drużyny otrzymują duże punkty: 3,2,1,0 (w przypadku remisu punkty dzieli się po równo). Tabelę grup eliminacyjnych tworzy się według zdobyczy dużych punktów (w przypadku remisu według małych; jeżeli i tu jest remis odbywa się bieg barażowe po zawodach 4 kolejki). Do finału awansują zwycięzcy grup, a gospodarzem rundy, będzie najlepszy zespół w eliminacjach.

## Eliminacje

### Grupa I
Terminarz
- 18 maja - Rybnik (Rybnik 34, Częstochowa 25, Ostrów 18, Opole 8)
- 9 czerwca - Opole (przełożone z 1 czerwca) (Rybnik 30, Częstochowa 26, Ostrów 20, Opole 15)
- 22 czerwca - Ostrów Wielkopolski (Rybnik 32, Częstochowa 27, Ostrów 23, Opole 8)
- 20 lipca - Częstochowa (Częstochowa 41, Rybnik 23, Ostrów 18, Opole 9)

Tabela
| Miejsce | Drużyna               | Duże | Małe |           |
| 1       | RKM Rybnik            | 11   | 119  | (3,3,3,2) |
| 2       | Włókniarz Częstochowa | 9    | 119  | (2,2,2,3) |
| 3       | KM Ostrów             | 4    | 79   | (1,1,1,1) |
| 4       | Kolejarz Opole        | 0    | 40   | (0,0,0,0) |

### Grupa II
Terminarz
18 maja
- 30 maja - Gorzów Wielkopolski (przełożone z 18 maja) (Gorzów 36, Leszno 22, Toruń 21, Poznań 10)
- 1 czerwca - Poznań (Gorzów 29, Poznań 27, Leszno 22, Toruń 13)
- 22 czerwca - Leszno (Leszno 37, Gorzów 28, Toruń 17, Poznań 14
- 20 lipca - Toruń (Leszno 37, Poznań 32, Gorzów 16, Toruń 8)

Tabela
| Miejsce | Drużyna     | Duże | Małe |           |
| 1       | Unia Leszno | 9    | 118  | (2,1,3,3) |
| 2       | Stal Gorzów | 9    | 109  | (3,3,2,1) |
| 3       | PSŻ Poznań  | 4    | 83   | (0,2,0,2) |
| 4       | KS Toruń    | 1    | 56   | (1,0,1,0) |

### Grupa III
Terminarz
- 24 maja - Gniezno (przełożony z 18 maja) (Zielona Góra 32, Gniezno 31, Bydgoszcz 29, Rawicz 0)
- 1 czerwca - Zielona Góra (Zielona Góra 39, Bydgoszcz 24, Rawicz 17, Gniezno 8)
- 22 czerwca - Rawicz (Zielona Góra 31, Bydgoszcz 30, Rawicz 23, Gniezno nie startowało)
- 20 lipca - Bydgoszcz (Zielona Góra 39, Bydgoszcz 29, Gniezno 16, Rawicz 5)

Tabela
| Miejsce | Drużyna           | Duże | Małe |           |
| 1       | ZKŻ Zielona Góra  | 12   | 141  | (3,3,3,3) |
| 3       | Polonia Bydgoszcz | 7    | 112  | (1,2,2,2) |
| 3       | Start Gniezno     | 3    | 55   | (2,0,-,1) |
| 4       | Kolejarz Rawicz   | 2    | 45   | (0,1,1,0) |

### Grupa IV
Terminarz
- 18 maja - Rzeszów (Rzeszów 37, Tarnów 31, Krosno 18, Lublin 2)
- 1 czerwca - Krosno (Rzeszów 36, Tarnów 31, Krosno 14, Lublin 12)
- 20 lipca - Lublin (Rzeszów 44, Tarnów 22, Lublin 16, Krosno nie startowało)
- 25 lipca - Tarnów (przełożona z 22 czerwca z powodu ulewy) (Rzeszów 38, Tarnów 31, Lublin 10, Krosno 6)

I. Marma Polskie Folie Rzeszów 38
II. Unia Tarnów ŻSSA 31
III. TŻ Sipma Lublin 10
IV. KSŻ Krosno 6
Tabela
| Miejsce | Drużyna      | Duże | Małe |           |
| 1       | Stal Rzeszów | 12   | 156  | (3,3,3,3) |
| 2       | Unia Tarnów  | 8    | 114  | (2,2,2,2) |
| 3       | TŻ Lublin    | 2    | 40   | (0,0,1,1) |
| 4       | KSŻ Krosno   | 2    | 38   | (1,1,-,0) |

## Finał
Rzeszów - 21 września 2006 (16:00)
- Sędzia zawodów: Tomasz Proszowski
- Kibiców: 3.500 os.
- NCD: 67.15 sek. - Paweł Miesiąc w VII biegu

| Msc | | Drużyna / Zawodnik                                          | Biegi                       | Punkty |
| --- | --- | ----------------------------------------------------------- | --------------------------- | ------ |
| 1   | | Marma Polskie Folie Rzeszów                                 | Marma Polskie Folie Rzeszów | 43     |
| 1   | (1) Dawid Stachyra (2) Krzysztof Szyszka (3) Marcin Leś (4) Andrij Karpow (17) Paweł Miesiąc                | (3,3,2,3,2) (–,–,0,-,–) (3,2,2,2,1) (1,0,–,2,2) (3,3,3,3,3) | 13 0 10 5 15                |        |
| 2   | | Unia Leszno                                                 | Unia Leszno                 | 37     |
| 2   | (5) Adam Kajoch (6) Damian Baliński (ur. 1989) (7) Sławomir Musielak (8) Robert Kasprzak (18) Mateusz Jurga | (3,3,3,2,3) (0,2,0,–,1) (1,0,–,–,–) (1,1,2,–,3) (3,3,3,1,2) | 14 3 1 7 12                 |        |
| 3   | | RKM Rybnik                                                  | RKM Rybnik                  | 30     |
| 3   | (9) Michał Mitko (10) Patryk Pawlaszczyk (11) Piotr Korbel (12) Rafał Fleger (19) Wojciech Druchniak        | (2,3,0,0,2) (2,1,d,2,3) – (2,2,1,1,1) (2,2,2,1,1)           | 7 8 ns 7 8                  |        |
| 4   | | ZKŻ Kronopol Zielona Góra                                   | ZKŻ Kronopol Zielona Góra   | 10     |
| 4   | (13) Kevin Wölbert (14) Adam Kulczyński (15) Przemysław Zarzycki (16) Paweł Gwóźdź (20) Grzegorz Zengota    | (1,1,1,1,0) (0,0,1,0,w) – (0,1,1,u,d) (d,0,3,0,0)           | 4 1 ns 2 3                  |        |